# سوتزولید
سوتزولید(به انگلیسی: Sutezolid) (PNU-100480، PF-02341272) یک آنتی‌بیوتیک از دسته اگزازولیدینون‌ها است که در حال حاضر به عنوان درمانی برای extensively drug-resistant tuberculosis در حال توسعه است. این ماده کاملاً شبیه به لینزولید است با این تفاوت که اتم اکسیژن مورفولین با یک اتم گوگرد جایگزین شده‌است. 